# Кузра (приток Свири)
Ку́зра, в верхнем течении Большая Ку́зра — река в России, протекает в Подпорожском районе Ленинградской области. Левый приток реки Свирь.

## География и гидрология
Длина реки — 31 км, площадь водосборного бассейна — 162 км². Исток — озеро Большая Кузра. Течёт на север, принимает левый приток — Малую Кузру, пересекает дорогу Р37, принимает правые притоки — Нойручей и Игакручей. Устье реки находится в 200 км по левому берегу реки Свири, у бывшего населённого пункта Вязостров.

## Данные водного реестра
По данным государственного водного реестра России относится к Балтийскому бассейновому округу, водохозяйственный участок реки — Свирь без бассейна Онежского озера, речной подбассейн реки — Свирь (включая реки бассейна Онежского озера). Относится к речному бассейну реки Нева (включая бассейны рек Онежского и Ладожского озера)].